# Cryptolestes bicolor
Cryptolestes bicolor là một loài bọ cánh cứng trong họ Laemophloeidae. Loài này được Chevrolat miêu tả khoa học năm 1868.